# Bambusottern
Die Bambusottern (Trimeresurus) sind eine Viperngattung aus der Unterfamilie der Grubenottern, die in Asien verbreitet ist.

## Merkmale und Lebensweise
Die Beschuppung der Bambusottern ist oft grün und viele Arten lassen sich morphologisch nur schwer unterschieden. Ihre Gesamtlänge reicht bis etwa 160 cm (T. sumatranus). Sie leben größtenteils auf Bäumen, doch gibt es auch einige terrestrische Arten. Die meisten Arten der Gattung sind ovovivipar (ei-lebendgebärend).
Als Vipern sind Bambusottern giftig und einige Arten können für Menschen gefährlich werden. In Thailand und Java sind sie für die meisten Schlangenbisse verantwortlich und auch allgemein häufig, da sie nicht selten anzutreffen sind. Schlangenbisse durch Bambusottern führen aber seltener zu Todesfällen als Bisse einiger Echter Vipern und Giftnattern im gleichen Verbreitungsgebiet.

T. erythrurus beim Fressen eines erbeuteten Geckos
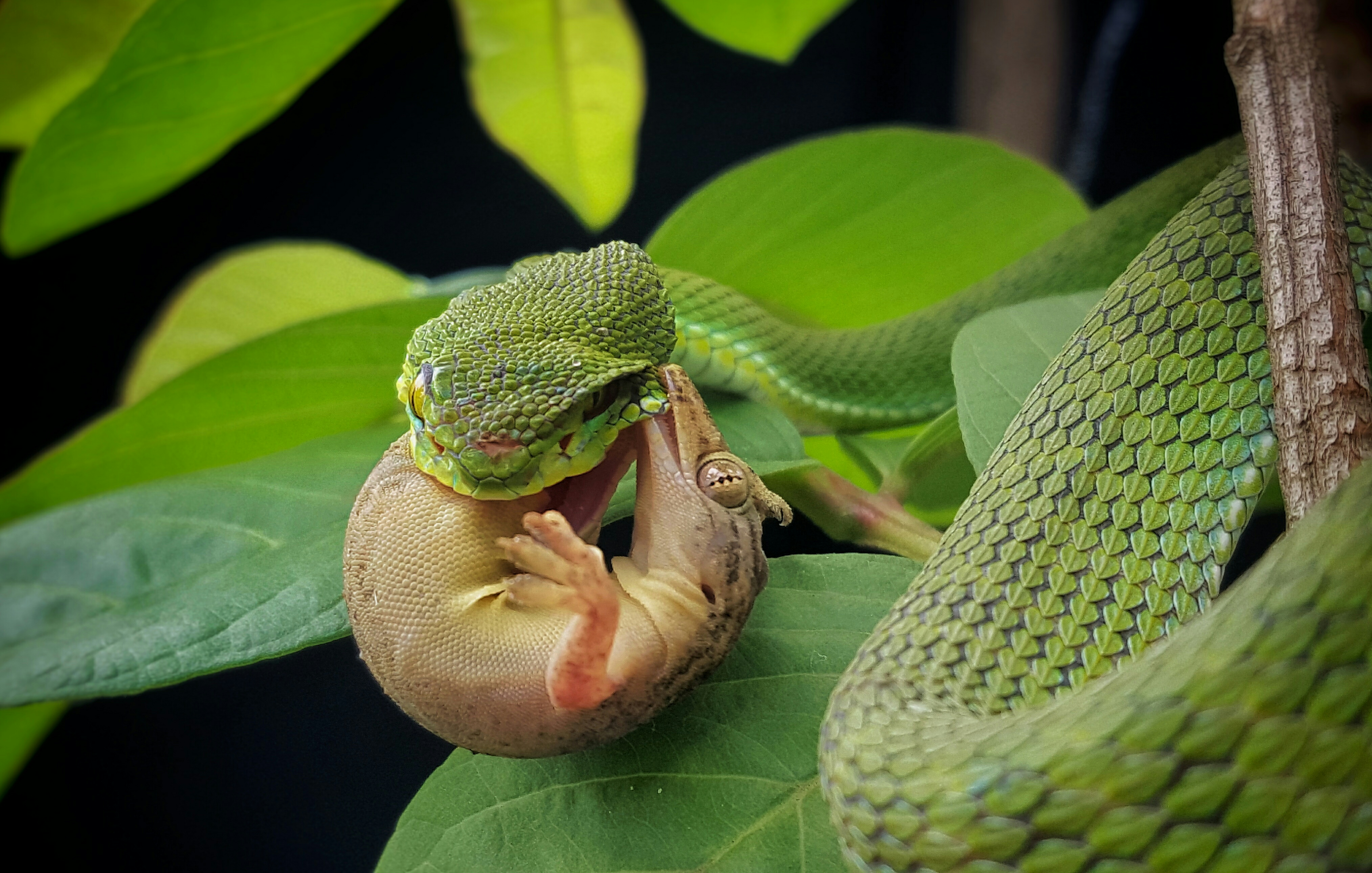
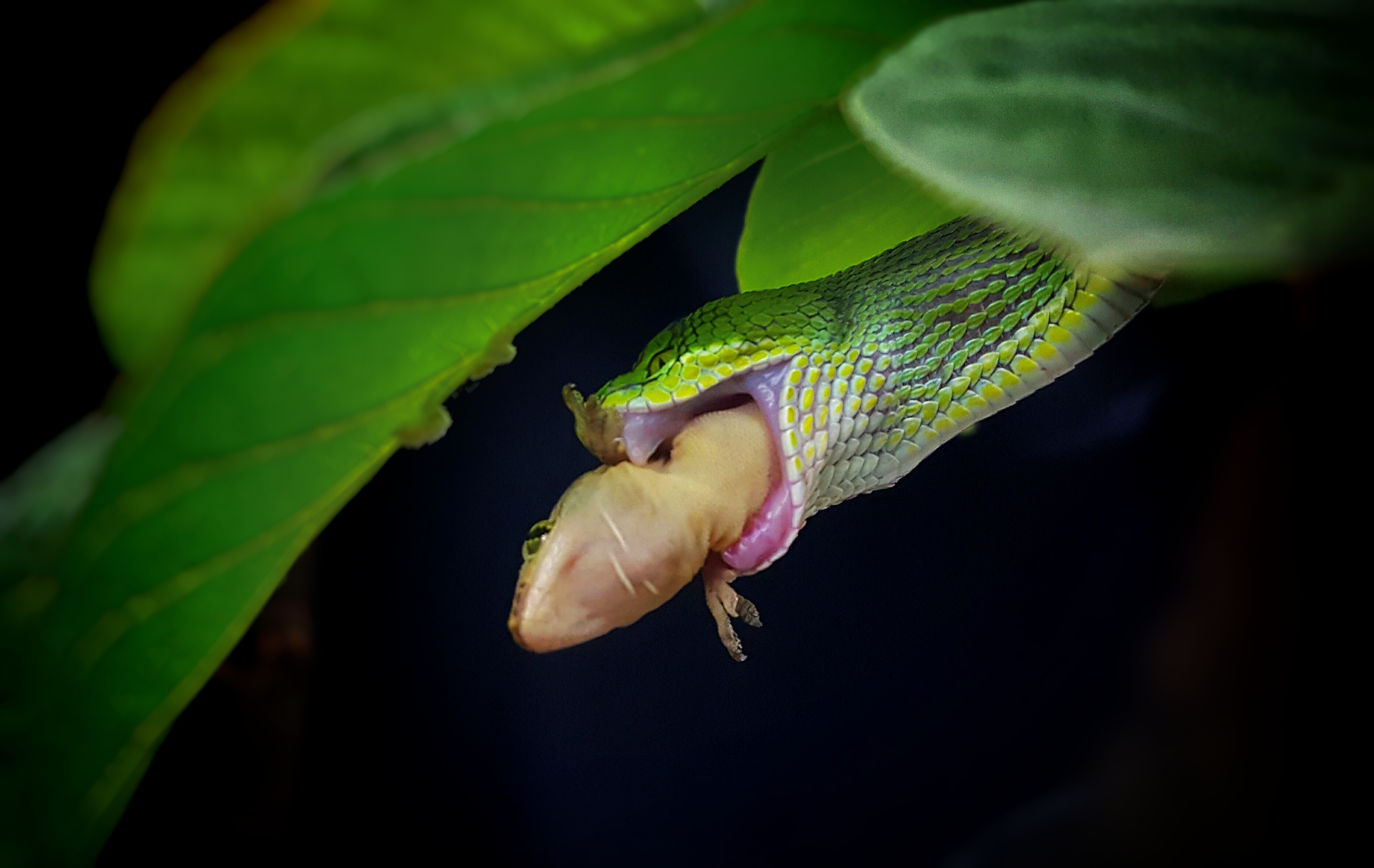

## Verbreitungsgebiet und Gefährdungsstatus
Die Bambusottern sind in den tropischen bis subtropischen Regionen Südasiens, Ostasiens und Südostasiens verbreitet.
Die IUCN stuft die auf der indischen Insel Car Nicobar endemische Art T. labialis als vom Aussterben bedroht (critically endangered) ein. Die sechs Arten T. cantori, T. fasciatus,T. kanburiensis, T. mcgregori, T. mutabilis und T. truongsonensis sind als stark gefährdet (endangered) eingestuft, sowie die vier Arten T. honsonensis, T. nebularis, T. rubeus und T. venustus als gefährdet (vulnerable). Die Art T. malcolmi wurde als potentiell gefährdet (near threatened) eingestuft. Weitere Arten mit ausreichender Datenlage gelten als nicht gefährdet (least concern).

## Systematik
Die Gattung wurde 1804 von Bernard Germain Étienne de la Ville, Comte de Lacépède wissenschaftlich erstbeschrieben.
Sechs ehemalige Arten wurden in die Gattung Ovophis transferiert. Einige ovipare, terrestrisch lebende, ehemalige Arten der Gattung wie T. mucrosquamatus, T. flavoviridis und T. jerdonii werden inzwischen der Gattung Protobothrops zugeordnet. Fünf weitere ehemalige Arten bilden inzwischen die Gattung der Tempelottern (Tropidolaemus), darunter Waglers Lanzenotter.

### Arten
Stand April 2024 werden in der Reptile Database 49 rezente Arten der Gattung Trimeresurus zugeordnet, die im Folgenden nach Taxon sortiert gelistet sind. Allein in den Jahren 2019 bis 2022 wurden elf neue Arten beschrieben.
| Bild | Trivialname                                      | Taxon                          | Erstbeschreibung                                                                                         | Verbreitung                                                                             | IUCN |
| ---- | ------------------------------------------------ | ------------------------------ | --- | --------------------------------------------------------------------------------------- | ---- |
|      | Weißlippen-Bambusotter                           | Trimeresurus albolabris        | Gray, 1842                                                                                               | Indien, Nepal, Bhutan, Burma, Thailand, Kambodscha, Laos, Vietnam, Südchina, Indonesien | 2011 |
|      |                                                  | Trimeresurus andersonii        | Theobald, 1868                                                                                           | Indien (Andamanen und Nikobaren)                                                        | 2019 |
|      |                                                  | Trimeresurus arunachalensis    | Captain, Deepak, Pandit, Bhatt & Athreya, 2019                                                           | Indien                                                                                  | 2019 |
|      |                                                  | Trimeresurus ayeyarwadyensis   | Chan, Anuar, Sankar, Law, Law, Shivaram, Christian, Mulcahy & Malhotra, 2023                             | Myanmar                                                                                 |      |
|      |                                                  | Trimeresurus calamitas         | Vogel, David & Sidik, 2022                                                                               | Indonesien (Nias, Sumatra Utara)                                                        |      |
|      |                                                  | Trimeresurus cantori           | (Blyth, 1846)                                                                                            | Indien (Nikobaren)                                                                      | 2019 |
|      | Cardamom-Bambusotter                             | Trimeresurus cardamomensis     | (Malhotra, Thorpe, Mrinalini & Stuart, 2011)                                                             | Südost-Thailand, Kambodscha, Vietnam                                                    | 2011 |
|      |                                                  | Trimeresurus caudornatus       | Chen, Ding, Vogel & Shi, 2020                                                                            | China (Yunnan)                                                                          |      |
|      |                                                  | Trimeresurus ciliaris          | Idiiatullina, Pawangkhanant, Tawan, Worranuch, Dechochai, Suwannapoom, Nguyen, Chanhome & Poyarkov, 2023 | Thailand                                                                                |      |
|      |                                                  | Trimeresurus davidi            | Chandramouli, Campbell & Vogel, 2020                                                                     | Indien (Car Nicobar)                                                                    |      |
|      |                                                  | Trimeresurus erythrurus        | (Cantor, 1839)                                                                                           | Indien, Bangladesch, Myanmar, Nepal, Thailand, Bhutan                                   | 2019 |
|      |                                                  | Trimeresurus fasciatus         | (Boulenger, 1896)                                                                                        | Indonesien                                                                              | 2019 |
|      |                                                  | Trimeresurus flavomaculatus    | (Gray, 1842)                                                                                             | Philippinen                                                                             | 2021 |
|      |                                                  | Trimeresurus gracilis          | Oshima, 1920                                                                                             | Taiwan                                                                                  | 2011 |
|      |                                                  | Trimeresurus gumprechti        | David, Vogel, Pauwels & Vidal, 2002                                                                      | Nordost-Thailand, Laos, Vietnam (Hòa Bình), China (Yunnan), Myanmar                     | 2012 |
|      | Gunalen’s Grubenotter                            | Trimeresurus gunaleni          | Vogel, David & Sidik, 2014                                                                               | Indonesien (Sumatra)                                                                    | 2019 |
|      |                                                  | Trimeresurus guoi              | Chen, Shi, Vogel & Ding, 2021                                                                            | China (Yunnan), Vietnam (Lào Cai), Thailand (Loei und Phayao), Myanmar (Mon-Staat)      |      |
|      | Hagens Bambusotter                               | Trimeresurus hageni            | (Lidth De Jeude, 1886)                                                                                   | Indonesien, West-Malaysia, Süd-Thailand                                                 | 2011 |
|      |                                                  | Trimeresurus honsonensis       | (Grismer, Ngo & Grismer, 2008)                                                                           | Südvietnam                                                                              | 2011 |
|      | Insel-Bambusotter                                | Trimeresurus insularis         | Kramer, 1977                                                                                             | Indonesien, Osttimor                                                                    | 2019 |
|      | Kanburi-Bambusotter                              | Trimeresurus kanburiensis      | Smith, 1943                                                                                              | West- und Süd-Thailand                                                                  | 2011 |
|      |                                                  | Trimeresurus kirscheyi         | Vogel, David & Sidik, 2022                                                                               | Indonesien (Aceh: Simeuluë)                                                             |      |
|      | Kui-Buri-Bambusotter                             | Trimeresurus kuiburi           | Sumontha, Suntrarachun, Pauwels, Pawangkhanant, Chomngam, Iamwiriyakul & Chanhome, 2021                  | Thailand                                                                                |      |
|      |                                                  | Trimeresurus labialis          | (Steindachner, 1867)                                                                                     | Indien (Nikobaren)                                                                      | 2019 |
|      | Großaugen-Bambusotter                            | Trimeresurus macrops           | Kramer, 1977                                                                                             | Thailand, Nord-Kambodscha, Laos, Vietnam                                                | 2011 |
|      | Kinabalu-Bambusotter                             | Trimeresurus malcolmi          | Loveridge, 1938                                                                                          | Indonesien (Borneo), Malaysia (Sabah)                                                   | 2013 |
|      |                                                  | Trimeresurus mayaae            | Rathee, Purkayastha, Lalremsanga, Dalal, Biakzuala, Muansanga & Mirza, 2022                              | Indien (Mizoram)                                                                        |      |
|      | Batanes-Bambusotter                              | Trimeresurus mcgregori         | Taylor, 1919                                                                                             | Philippinen (Batan)                                                                     | 2021 |
|      |                                                  | Trimeresurus medoensis         | Zhao, 1977                                                                                               | Nord-Myanmar, Ost-Indien, West-China                                                    | 2011 |
|      |                                                  | Trimeresurus mutabilis         | Stoliczka, 1870                                                                                          | Indien (zentrale Nikobaren)                                                             | 2019 |
|      |                                                  | Trimeresurus nebularis         | Vogel, David & Pauwels, 2004                                                                             | West-Malaysia, Thailand                                                                 | 2012 |
|      | Phuket Bambusotter                               | Trimeresurus phuketensis       | Sumontha, Kunya, Pauwels, Nitikul & Punnadee, 2011                                                       | Südwest-Thailand                                                                        |      |
|      | Popes Bambusotter / Popes Lanzenotter            | Trimeresurus popeiorum         | Smith, 1937                                                                                              | Nordost-Indien, Nepal, Myanmar, Nord-Thailand, Nord-Laos, Malaysia, China (Yunnan)      | 2012 |
|      | Mangrovenotter                                   | Trimeresurus purpureomaculatus | (Gray, 1832)                                                                                             | Bangladesch, Burma, Süd-Thailand, West-Malaysia, Indonesien (Sumatra)                   | 2012 |
|      |                                                  | Trimeresurus rubeus            | (Malhotra, Thorpe, Mrinalini & Stuart, 2011)                                                             | Kambodscha (Mondolkiri), Südvietnam                                                     | 2011 |
|      |                                                  | Trimeresurus sabahi            | Regenass & Kramer, 1981                                                                                  | Ost-Malaysia (Borneo: Sabah, Sarawak)                                                   | 2013 |
|      |                                                  | Trimeresurus salazar           | Mirza, Bhosale, Phansalkar, Sawant, Gowande & Patel, 2020                                                | Indien (Arunachal Pradesh, Assam, Meghalaya)                                            |      |
|      |                                                  | Trimeresurus schultzei         | Griffin, 1909                                                                                            | Philippinen (Palawan, Balabac)                                                          | 2021 |
|      | Nepal-Bambusotter                                | Trimeresurus septentrionalis   | Kramer, 1977                                                                                             | Bangladesch, Indien, Nepal, Bhutan                                                      | 2021 |
|      |                                                  | Trimeresurus sichuanensis      | (Guo & Wang, 2011)                                                                                       | China (Sichuan)                                                                         | 2012 |
|      | Chinesische Bambusotter / Stejnegers Bambusotter | Trimeresurus stejnegeri        | Schmidt, 1925                                                                                            | Südchina, Taiwan (inkl. Lan Yu), Nepal, Indien (Sikkim, Assam), Myanmar, Vietnam        | 2012 |
|      | Sumatra-Bambusotter                              | Trimeresurus sumatranus        | (Raffles, 1822)                                                                                          | Indonesien, West-Malaysia, Süd-Thailand, Singapur                                       | 2011 |
|      |                                                  | Trimeresurus tibetanus         | Huang, 1982                                                                                              | Tibet, Nepal                                                                            | 2021 |
|      | Quang Binh-Bambusotter                           | Trimeresurus truongsonensis    | Orlov, Ryabov, Thanh & Cuc, 2004                                                                         | Zentral-Vietnam                                                                         | 2012 |
|      |                                                  | Trimeresurus uetzi             | Vogel, Nguyen & David, 2023                                                                              | Myanmar                                                                                 |      |
|      | Bunte Bambusotter / Schöne Bambusotter           | Trimeresurus venustus          | Vogel, 1991                                                                                              | Süd-Thailand                                                                            | 2011 |
|      |                                                  | Trimeresurus vogeli            | David, Vidal & Pauwels, 2001                                                                             | Thailand (Nakhon Ratchasima), Kambodscha, Laos, Vietnam                                 | 2012 |
|      |                                                  | Trimeresurus whitteni          | Vogel, David & Sidik, 2022                                                                               | Indonesien (Siberut, Sumatra Barat)                                                     |      |
|      |                                                  | Trimeresurus yunnanensis       | Schmidt, 1925                                                                                            | Süd-China, Nepal                                                                        | 2012 |

### Transferierte Arten
Einige ehemals zumindest teilweise als zur Gattung gehörend angesehene Arten wurden nach der Reptile Database mittlerweile transferiert:
- Atropoides picadoi (Dunn, 1939) – Picados Springlanzenotter
- Bothriechis aurifer (Salvin, 1860) – Guatemala-Lanzenotter
- Bothriechis bicolor (Bocourt, 1868) – Zweifarbige Palmlanzenotter
- Bothriechis lateralis Peters, 1862 – Grüngelbe Palmlanzenotter
- Bothriechis nigroviridis Peters, 1859 – Schwarzgefleckte Palmlanzenotter
- Bothriechis schlegelii (Berthold, 1846) – Greifschwanz-Lanzenotter
- Bothrocophias colombianus (Rendahl & Vestergren, 1940)
- Bothrops atrox (Linnaeus, 1758) – Gewöhnliche Lanzenotter
- Bothrops barnetti Parker, 1938
- Bothrops leucurus Wagler, 1824
- Bothrops pictus (Tschudi, 1845)
- Cerrophidion godmani (Günther, 1863) – Godman-Berggrubenotter
- Craspedocephalus anamallensis (Günther, 1864)
- Craspedocephalus andalasensis (David, Vogel, Vijayakumar & Vidal, 2006)
- Craspedocephalus borneensis (Peters, 1872)
- Craspedocephalus brongersmai (Hoge, 1969)
- Craspedocephalus gramineus (Shaw, 1802) – Grüne Bambusotter
- Craspedocephalus macrolepis (Beddome, 1862)
- Craspedocephalus malabaricus (Jerdon, 1854)
- Craspedocephalus occidentalis (Pope & Pope, 1933)
- Craspedocephalus puniceus (Boie, 1827)
- Craspedocephalus strigatus (Gray, 1842)
- Craspedocephalus trigonocephalus (Donndorff, 1798) – Ceylon-Lanzenotter
- Craspedocephalus wiroti (Trutnau, 1981)
- Elapognathus coronatus (Schlegel, 1837)
- Garthius chaseni (Smith, 1931)
- Metlapilcoatlus nummifer (Rüppell, 1845)
- Micropechis ikaheca Lesson, 1830
- Mixcoatlus barbouri (Dunn, 1919)
- Mixcoatlus melanurus (Müller, 1924)
- Ophryacus undulatus (Jan, 1859)
- Ovophis convictus (Stoliczka, 1870)
- Ovophis makazayazaya (Takahashi, 1922)
- Ovophis monticola (Günther, 1864) – Berg-Grubenotter
- Ovophis okinavensis (Boulenger, 1892) – Okinawa-Habuschlange
- Ovophis tonkinensis (Bourret, 1934)
- Ovophis zayuensis (Jiang, 1977)
- Porthidium dunni (Hartweg & Oliver, 1938)
- Porthidium lansbergii (Schlegel, 1841)
- Porthidium nasutum (Bocourt, 1868) – Stülpnasen-Lanzenotter
- Porthidium ophryomegas (Bocourt, 1868) – Westliche Stülpnasenotter
- Porthidium yucatanicum (Smith, 1941)
- Protobothrops cornutus (Smith, 1930)
- Protobothrops elegans (Gray, 1849) – Sakishima-Habu
- Protobothrops flavoviridis (Hallowell, 1861) – Habuschlange
- Protobothrops jerdonii (Günther, 1875)
- Protobothrops kaulbacki (Smith, 1940)
- Protobothrops mangshanensis (Zhao, 1990) – Mangshan-Viper
- Protobothrops mucrosquamatus (Cantor, 1839)
- Protobothrops tokarensis (Nagai, 1928) – Tokara-Habu
- Protobothrops xiangchengensis (Zhao, Jiang & Huang, 1978)
- Pseudechis porphyriacus (Shaw, 1794) – Rotbäuchige Schwarzotter
- Tropidolaemus huttoni (Smith, 1949)
- Tropidolaemus laticinctus (Kuch, Gumprecht & Melaun, 2007)
- Tropidolaemus philippensis (Gray, 1842)
- Tropidolaemus subannulatus (Gray, 1842)
- Tropidolaemus wagleri (Boie, 1827) – Waglers Lanzenotter

## Belege
1. ↑  Aaron H. Griffing, Tony Gamble, Matthew P. Heinicke, Joseph C Brown, Cameron D. Siler: Trimeresurus flavomaculatus. In: Herpetological Review. Band 52, Nr. 2, Juni 2021, S. 437–437.
2. 1 2 3  Anita Malhotra & Roger S: Thorpe: 9 New perspectives on the evolution of south-east Asian pitvipers (genus Trimeresurus) from molecular studies. Januar 1997 (researchgate.net).
3. 1 2  Trimeresurus In: The Reptile Database; abgerufen am 4. April 2024.
4. 1 2  Ming-Chung Tu, Hurng-Yi Wang, Mung-Pei Tsai, Mamoru Toda, Wen-Jen Lee, Fu-Ji Zhang, Hidetoshi Ota. Phylogeny, Taxonomy, and Biogeography of the Oriental Pitvipers of the Genus Trimeresurus (Reptilia: Viperidae: Crotalinae): A Molecular Perspective, Zoological Science, 17(8), 1147-1157, (1 November 2000) doi:10.2108/zsj.17.1147
5. ↑  Bambusotter: Schmerzhafter Biss, aber selten tödlich. Focus Online, 13. November 2013, abgerufen am 26. Dezember 2022.
6. ↑  Suche nach „Trimeresurus“ in der Roten Liste gefährdeter Arten der IUCN. Abgerufen am 2022-12-20.
7. ↑  Anita Malhotra, Roger S. Thorpe: A phylogeny of four mitochondrial gene regions suggests a revised taxonomy for Asian pitvipers (Trimeresurus and Ovophis). Molecular Phylogenetics and Evolution 32 (2004) 83–100. doi:10.1016/j.ympev.2004.02.008
8. ↑  Ovophis In: The Reptile Database; abgerufen am 20. Dezember 2022.
9. ↑  Protobothrops In: The Reptile Database; abgerufen am 26. Dezember 2022.
10. ↑  Tropidolaemus In: The Reptile Database; abgerufen am 26. Dezember 2022.
11. ↑  Common name or synonym: Trimeresurus. In: Reptile Database. Abgerufen am 30. November 2023.